# Kazuya Maeda (Fußballspieler, 1984)
Kazuya Maeda (japanisch 前田 和也 Maeda Kazuya; * 8. Januar 1984 in der Präfektur Tochigi) ist ein ehemaliger japanischer Fußballspieler.

## Karriere
Maeda erlernte das Fußballspielen in der Schulmannschaft der Sano Nihon University High School. Seinen ersten Vertrag unterschrieb er 2002 bei den FC Tokyo. Der Verein spielte in der höchsten Liga des Landes, der J1 League. 2003 wurde er an den Drittligisten Sagawa Printing ausgeliehen. 2004 kehrte er zu FC Tokyo zurück. 2006 wechselte er zum Zweitligisten Montedio Yamagata. Danach spielte er bei den Tochigi Uva FC. Ende 2013 beendete er seine Karriere als Fußballspieler.

## Erfolge
FC Tokyo
- J.League Cup

Sieger: 2004